# Jüdische Friedhöfe in Helmstedt
Es sind zwei Jüdische Friedhöfe in der niedersächsischen Stadt Helmstedt im Landkreis Helmstedt dokumentiert.

## Alter Friedhof
Der alte Friedhof am Schinderkamp auf dem Schwarzenberg nahe der heutigen Emmerstedter Straße wurde von 1813 bis 1869 belegt. Zwischen 1847 und 1869 gab es 18 Beerdigungen, im Jahr 1899 befanden sich auf dem Gelände noch 13 Grabhügel. Es sind keine Grabsteine erhalten.

## Neuer Friedhof
Der neue Friedhof am Magdeburger Tor wurde im Jahr 1876 angelegt und von 1892 bis 1955 belegt. Der Friedhof, auf dem 15 Grabsteine erhalten sind, wird vom Landesverband der Jüdischen Gemeinden von Niedersachsen verwaltet.